# Alobiellopsis
Alobiellopsis là một chi rêu trong họ Cephaloziaceae.